# Ortilia gentina
Ortilia gentina är en fjärilsart som beskrevs av Higgins 1981. Ortilia gentina ingår i släktet Ortilia och familjen praktfjärilar. Inga underarter finns listade i Catalogue of Life.